# Heimatgemeinschaft Eckernförde
Die Heimatgemeinschaft Eckernförde ist ein eingetragener Verein, der sich mit der Regional- und Heimatgeschichte im Altkreis Eckernförde beschäftigt.
Als Arbeitsgemeinschaft Schwansen, Amt Hütten, Dänischwohld bereits 1935 durch die Heimatforscher Christian Kock und Willers Jessen gegründet, beschäftigt er sich seitdem mit Historischem und Aktuellem aus dem kulturellen Leben dieser Region. Im Rahmen der Gebietsreform und der Zusammenlegung des Kreises Eckernförde mit dem Kreis Rendsburg zum neuen Kreis Rendsburg-Eckernförde wurde der Verein 1970 in Heimatgemeinschaft Eckernförde, Schwansen, Hütten, Dänischwohld umbenannt.
Bereits seit 1936 erscheint mit dem Jahrbuch der Heimatgemeinschaft eine Chronik der Zeitgeschichte der Region.
Innerhalb des Vereins beschäftigten sich Arbeitsgemeinschaften mit folgenden Themen:
- Ortschroniken
- Erdgeschichte (Paläontologie)
- Familienforschung
- Naturschutz und Landschaftspflege
- Plattdeutsch
- Vor- und Frühgeschichte.

Der Verein hat rund 3.100 Mitglieder (Stand Ende 2019) und betreibt auf Carlshöhe eine Geschäftsstelle. Dort befindet sich auch die Bücherei mit landes- und heimatkundlichen Schriften, deren Bestand von fast 10.000 Exemplaren digital durchsuchbar ist. Mitglieder können dort auf das digitalisierte Archiv der Eckernförder Zeitung von 1853 bis 2006 zugreifen. In der Geschäftsstelle werden auch das Archiv und die Sammlungen von Nachlässen, alten Dokumenten, Fotos, Briefen, Tagebüchern und Berichten von Zeitzeugen aus dem Altkreis Eckernförde verwahrt.
Die Heimatgemeinschaft ist Mitglied im Schleswig-Holsteinischen Heimatbund (SHHB).